# Манол Ванев
Манол Ценев Ванев е български лекар, неврохирург, офицер, генерал-майор от Медицинската служба.

## Биография
Роден е на 17 януари 1927 г. в пернишкото село Студена. През 1951 г. завършва медицина във Висшия медицински институт в София. От следващата година работи като ординатор в неврохихургичното отделение на Общовойсковата болница в София. От 1962 до 1965 г. е асистент към Катедрата по военнополева травматология на нервната система на Висшата военномедицинска академия. Защитава кандидатска (докторска) дисертация през 1964 г. на тема „Към клиниката и хирургическото лечение на лумбалните дискови хернии“ (сп. Неврология, неврохирургия и психиатрия, 1968, с. 437). Доцент от 1970 и професор от 1982 г. През 1965 г. е назначен за заместник-началник на Клиниката по неврохихургия към Катедра по военнополева травматология на нервната система при ВВМИ. От 1969 до 1970 г. специализира неврохирургия в Париж. След като се завръща е назначен за началник на новооткритата Клиника по спешна неврохирургия при ВВМИ, но помещаваща се в болницата в Пирогов. В периода 1978 – 1989 г. е началник на РНПИСМП „Пирогов“. От 1981 г. е генерал-майор от медицинската служба. Заслужил лекар от 1982 г. През 1992 г.излиза в запаса. Умира в София на 24 март 2003 г.